# Göteborgs IF
Göteborgs IF (nume complet: Göteborgs Idrottsförbund) este un defunct club de fotbal din Göteborg, Suedia. Cea mai mare performanță a clubului a fost câștigarea Campionatului Suediei în 1903. 
Clubul a fost fondat în 1900, când cele trei cluburi Göteborgs Velocipedklubb, Skridskosällskapet Norden și Idrottssällskapet Lyckans Soldater au fuzionat. Göteborgs IF a fost efectiv un "feeder club" pentru Örgryte IS în anii săi de activitate.

## Palmares
- Svenska Mästerskapet:
  - Campioană (1): 1903